# Všeobecně považovaný za bezpečný
Všeobecně považovaný za bezpečný (Generally Recognized as Safe, GRAS) je označení používané v USA úřadem FDA pro takové chemické látky přidávané do potravin, které jsou experty považovány za bezpečné a jsou vyňaty z obvyklých požadavků zákona FFDCA (Federal Food, Drug, and Cosmetic Act) na aditiva do potravin.
Označení se používá pro látky, které jsou experty vědecky kvalifikovanými a se zkušenostmi v oblasti kontroly bezpečnosti potravin, na základě dostatečných vědeckých důkazů (nebo, pokud se látka používala před 1. lednem 1958, buď na základě vědeckých procedur nebo zkušeností založených na běžném používání v potravinách), všeobecně označovány za bezpečné za podmínek jejich zamýšleného užití.
Látka musí být "všeobecně považována" za bezpečnou za podmínek zamýšleného užití. Navrhovatel výjimky nese důkazní břemeno toho, že je použití látky "všeobecně považováno" za bezpečné. Aby mohlo dojít k takovému uznání, musí navrhovatel ukázat, že v názoru expertů ohledně bezpečnosti použití látky panuje shoda. Existence závažného rozporu mezi experty ohledně bezpečnosti látky vylučuje, aby tato látka byla "všeobecně považována" za bezpečnou.
Nesplňuje-li použití látky podmínky výjimky GRAS, podléhá látka před uvedením na trh schvalování podle zákona FFDCA. V takových případech může FDA nařídit zastavení distribuce látky nebo potravin obsahujících tuto látku, na základě toho, že jde o nelegální přídatnou látku.
Označení "všeobecně považovaný za bezpečný" má jednu z těchto tří forem:
1. Self-affirmed. (vlastní potvrzení) – Výrobce látky provedl veškerý potřebný výzkum, včetně sestavení panelu expertů, pro kontrolu bezpečnostních rizik, a je připraven použít tyto nálezy na obranu označení produktu jako "všeobecně považovaného za bezpečný" (GRAS).
2. FDA-pending. (čeká se na schválení FDA) – Výrobce zajistil výše zmíněné povinné náležitosti a odeslal je FDA ke schválení.
3. No comment. (bez připomínek) – Ve FDA zkontrolovali oprávněnost označení výrobku a odpověděli výsledkem "bez připomínek", tzn. bez dalších požadavků ohledně označení výrobku.